# Aline Lahoud
Aline Lahoud (Beiroet, 2 maart 1986) is een Libanese zangeres. Ze is een dochter van de beroemde zanger Salwa Katrib. Ze is tevens een nichtje van de oud-president van Libanon: de maroniet Émile Lahoud.

## Biografie

### Eurovisie Songfestival 2005
Het was de bedoeling dat Aline Lahoud aan het Eurovisiesongfestival 2005 zou deelnemen. Libanon zou hiermee zijn debuut maken op het Eurovisiesongfestival. De zangeres zou het Franse liedje Quand tout s'enfuit zingen in de halve finale op 19 mei 2005 en, bij kwalificatie, in de finale van 21 mei 2005.
Zo ver kwam het echter niet. Net als alle andere deelnemende landen/omroepen werd het Libanon verplicht gesteld om het gehele festival - de halve finale én de hele finale - uit te zenden; dus ook het lied waarmee Israël deelnam. Omdat het bij wet in Libanon verboden is om in de media Israël als staat te erkennen, konden de Libanezen hier geen gehoor aan geven en werd de deelname van Lahoud ingetrokken.

## Discografie

### 2005
- Quant tout s'ensfuit:

1. Quant tout s'enfuit
2. It's over

### 2006
- Heures et quart:

1. État de survie
2. Une femme qui était moi
3. Pas d'panique
4. Autour de moi
5. Ce qui me plaît
6. Règne animal
7. 11 Heures et quart
8. Un homme sans femmes
9. Le sourire d'un loup